# B.J. Novak
Benjamin Joseph Manaly "B.J." Novak (født 31. juli 1979) er en amerikansk skuespiller, stand-up-komiker, manuskriptforfatter og instruktør. Novak er bedst kendt som Ryan Howard i den amerikanske version af The Office, en serie han også har skrevet flere af episoderne til, samt instrueret.

## Udvalgt filmografi
- Knocked Up (2007)
- Inglourious Basterds (2009)